# Liste der Monuments historiques in Saint-Dizant-du-Bois
Die Liste der Monuments historiques in Saint-Dizant-du-Bois führt die Monuments historiques in der französischen Gemeinde Saint-Dizant-du-Bois auf.

## Liste der Bauwerke
| Bezeichnung      | Beschreibung                                                   | Standort                          | Kennzeichnung | Schutzstatus   | Datum     | Bild           |
| ---------------- | -------------------------------------------------------------- | --------------------------------- | ------------- | -------------- | --------- | -------------- |
| Friedhofskreuz   | errichtet im 17. Jahrhundert                                   | neben der Kirche St-Dizant (Lage) | PA00105168    | Classé         | 1913      |                |
| Kirche St-Dizant | erbaut im 13. Jahrhundert, Glockenturm aus dem 15. Jahrhundert | (Lage)                            | PA00105169    | Classé Inscrit | 1910 1991 | weitere Bilder |

## Liste der Objekte
| Bezeichnung | Beschreibung          | Standort                       | Kennzeichnung | Schutzstatus | Datum | Bild |
| ----------- | --------------------- | ------------------------------ | ------------- | ------------ | ----- | ---- |
| Kelch       | Silber, 1669          | in der Kirche St-Dizant (Lage) | PM17000370    | Classé       | 1908  |      |
| Glocke      | Bronze, 1527 gegossen | in der Kirche St-Dizant (Lage) | PM17000371    | Classé       | 1908  |      |